# Łukasz Chimiak
Łukasz Zygmunt Chimiak (ur. 1969) – polski historyk i dyplomata, chargé d’affaires RP w Irlandii (2018–2019). 

## Życiorys
Łukasz Chimiak ukończył studia historyczne na Uniwersytecie Gdańskim. W 1998 doktoryzował się tamże w dziedzinie nauk humanistycznych, dyscyplina historia, na podstawie napisanej pod kierunkiem Tadeusza Stegnera dysertacji Gubernatorzy rosyjscy w Królestwie Polskim 1863–1915. Szkic do portretu zbiorowego. Absolwent VIII promocji Krajowej Szkoły Administracji Publicznej.
Jako badacz zajmuje się historią Europy Środkowej, Bałkanów, Ukrainy, Białorusi, Rosji i Irlandii, historią dyplomacji.
Zawodowo związany z Ministerstwem Spraw Zagranicznych. Pracował w Ambasadzie w Sofii, Ambasadzie w Sarajewie oraz w Ambasadzie w Dublinie, którą kierował jako chargé d’affaires od 1 lipca 2018 do września 2019.
Laureat Nagrody Prezesa Rady Ministrów oraz Nagrody Wydawców Książki Historycznej Klio (1999).
Żonaty z Galią Chimiak.

## Publikacje książkowe
- Łukasz Chimiak: Gubernatorzy rosyjscy w Królestwie Polskim : szkic do portretu zbiorowego. Wrocław: Funna / Fundacja na rzecz Nauki Polskiej, 1999. ISBN 83-908946-3-7. Brak numerów stron w książce